# Felip de Schleswig-Holstein-Sonderburg-Glücksburg
Felip de Schleswig-Holstein-Sonderburg-Glücksburg (en alemany Philipp von Schleswig-Holstein-Sonderburg-Glücksburg) va néixer a Sonderburg (Alemanya) el 15 de març de 1584 i va morir a Glücksburg el 27 de setembre de 1663. Era un noble alemany fill del duc de Schleswig-Holstein-Sonderburg Joan II (1545-1622) i de la princesa Elisabet de Brunsvic-Grubenhagen (1550-1586).
El seu pare va crear el títol de duc de Schleswig-Holstein-Sonderburg-Glücksburg que Felip va portar des de 1622.

## Matrimoni i fills
El 23 de maig de 1624 es va casar a Neuhaus prop de Boizenburg amb Sofia de Saxònia-Lauenburg (1601-1660), filla de Francesc II de Saxònia-Lauenburg (1547-1619) i de Maria de Brunsvic-Wolfenbuttel (1566-1626). El matrimoni va tenir catorze fills:
- Joan (1625-1640)
- Francesc (1626-1651)
- Cristià (1627-1698), casat primer amb Sibil·la Úrsula de Brunsvic-Wolfenbüttel, i després amb Agnès Hedwig de Schleswig-Holstein-Sonderburg-Plön.
- Elisabet (1628-1664), casada amb Jordi Albert de Brandenburg-Bayreuth (1619-1666).
- Carles Albert (1629-1631)
- Sofia (1630-1652), casada amb Maurici de Saxònia (†1681).
- Adolf (1631-1658)
- Augusta (1633-1701), casada amb el duc Ernest Gunther de Schleswig-Holstein-Sonderburg-Augustenburg (1609-1689).
- Cristina (1634-1701), casada amb el duc Cristià I de Saxònia-Merseburg (†1691).
- Sofia Dorotea (1636-1689), casada primer amb Cristià Lluís de Brusnsvic-Kalenberg (†1665), i després amb el príncep elector Frederic Guillem de Brandenburg (1620-1688).
- Magdalena (1639-1640)
- Hedwig (1640-1671)
- Anna Sabina (1641-1642)
- Anna (1643-1644)